# Ілієшть (Горж)
Ілієшть, Ілієшті (рум. Iliești) — село у повіті Горж в Румунії. Входить до складу комуни Іонешть.
Село розташоване на відстані 214 км на захід від Бухареста, 44 км на південь від Тиргу-Жіу, 48 км на північний захід від Крайови.

## Населення
За даними перепису населення 2002 року у селі проживали 607 осіб, усі — румуни. Усі жителі села рідною мовою назвали румунську.